# 알부와이다
부와이다(البويضة)는 시리아 하마주 살라미야구에 있는 한 마을이다. 시리아중앙통계청의 2004년 조사에 따르면 부와이다에는 174명의 인구가 있다.